# R̆
La R con breve (Mayúscula: R̆ minúscula: r̆) es una letra latina utilizada en la romanización ISO 15919 del nepalí. Está compuesto por la letra R diacrítica con un breve.

## Uso
- En la romanización ISO 15919 de Devanagari, r̆ representa la consonante ऱ्.

## Codificación
La R con breve se puede representar con los siguientes caracteres en Unicode:
| forma     | representación | Puntos de código | descripción                        |
| --------- | -------------- | ---------------- | ---------------------------------- |
| Mayúscula | R̆              | U+0052 U+0306    | Letra mayúscula latina R con breve |
| minúscula | r̆              | U+0072 U+0306    | Letra minúscula latina R con breve |